# Claus Christiansen Gjerding
Claus Christiansen Gjerding, född 1851, död 1881, var en teologie kandidat och psalmförfattare representerad i danska Psalmebog for Kirke og Hjem.